# ماریو بلاتی
ماریو بلاتی (اسپانیایی: Mario Bolatti‎؛ زادهٔ ۱۷ فوریهٔ ۱۹۸۵) یک بازیکن فوتبال اهل آرژانتین است.

## تیم ملی
وی همچنین در تیم ملی فوتبال آرژانتین بازی کرده‌است.